# Emanuel Tilsch
Emanuel Tilsch (8. dubna 1866 Opočno – 7. srpna 1912 Praha) byl český právník, profesor rakouského soukromého práva. V právu místo tradičního akcentování historie zdůrazňoval současné vlivy hospodářství a sociálních poměrů, přesto kromě sociologizujících pražských právních vědců ovlivnil i brněnskou normativní školu.

## Život
Narodil se do rodiny advokáta, otec však brzo zemřel. Roku 1884 maturoval na klasickém gymnáziu v Truhlářské ulici v Praze a o pět let později promoval na právnické fakultě. Poté prošel praxí u zemského soudu, finanční prokuratury a v advokátní kanceláři svého strýce a pozdějšího tchána JUDr. Josefa Tilsche. V roce 1895 se totiž oženil se sestřenicí a spisovatelkou Annou Marií, se kterou měl dceru Annu (* 1896) a syna Emanuela (* 1906). Výborně ovládal latinu, němčinu, francouzštinu, italštinu a angličtinu, pasivně pak zvládal polštinu, ruštinu a španělštinu.
V zimním semestru 1897–1898 se prací o zástavním právu habilitoval na české právnické fakultě a zároveň začal vykonávat vlastní advokátní praxi. Brzy ale u něj převážil zájem o právní teorii, roku 1903 advokacie zanechal a byl jmenován mimořádným a o pět let později řádným profesorem rakouského soukromého práva. V roce 1909 byl zvolen dopisujícím členem České akademie věd a umění, téhož roku se navíc stal děkanem právnické fakulty. Kromě těchto domácích aktivit byl také členem bruselského Institutu srovnávacího práva (Institut de droit Comparé). 
Po půlnoci na 7. srpna 1912 vyskočil v sebevražedném úmyslu z druhého patra domu v tehdejší Mariánské ulici 20 (dnes zřejmě Opletalova 929/22, Praha 1) do zahrady sousedního domu v Bredovské ulici (dnes Politických vězňů) a vážně se zranil. Byl odvezen do Všeobecné nemocnice, kde téhož dne o 7. hodině ráno zemřel. (V matrikách je, zjevně nesprávně, uvedena příčina smrti „vitium cordis“, tj. vrozená srdeční vada, a datum 6. srpna 1912.) Byl pochován v hrobce na Olšanech.

## Dílo
První jeho monografií byla habilitační práce Zástava ruční dle rakouského práva občanského, na základě svých přednášek a časopiseckých studií o vlivu nového civilního soudního řádu na občanské právo hmotné vydal ve Vídni roku 1901 spis Der Einfluss der Civilprocessgesetze auf das materielle Recht und die in vorwiegend materiellrechtlichen Gesetzen enthaltenen processualen Bestimmungen. Nejvýznamnějšími pracemi však bylo Dědické právo rakouské se stanoviska srovnávací vědy právní, z nějž však roku 1905 vydal jen jeho první díl, a zejména učebnice Občanské právo rakouské. Část všeobecná, která se dočkala tří vydání (1910, 1913 a 1925) a reprintu v roce 2012. Toto dílo bylo oblíbené u studentů i oceňované odbornou veřejností, v roce 1911 za ni obdržel Hlávkovou cenu, a je také citována jak v judikatuře prvorepublikové, tak současné.
Byl též autorem několika vysokoškolských skript zaměřených na soukromé právo a často přispíval do různých sborníků a odborných časopisů, časopis Právník i redigoval. Kromě toho byl přispěvatelem Ottova slovníku naučného, kam psal pod šifrou &. Z posmrtné pozůstalosti byly roku 1916 vydány Aforismy a myšlenky.